# Österreichische Agentur für Gesundheit und Ernährungssicherheit

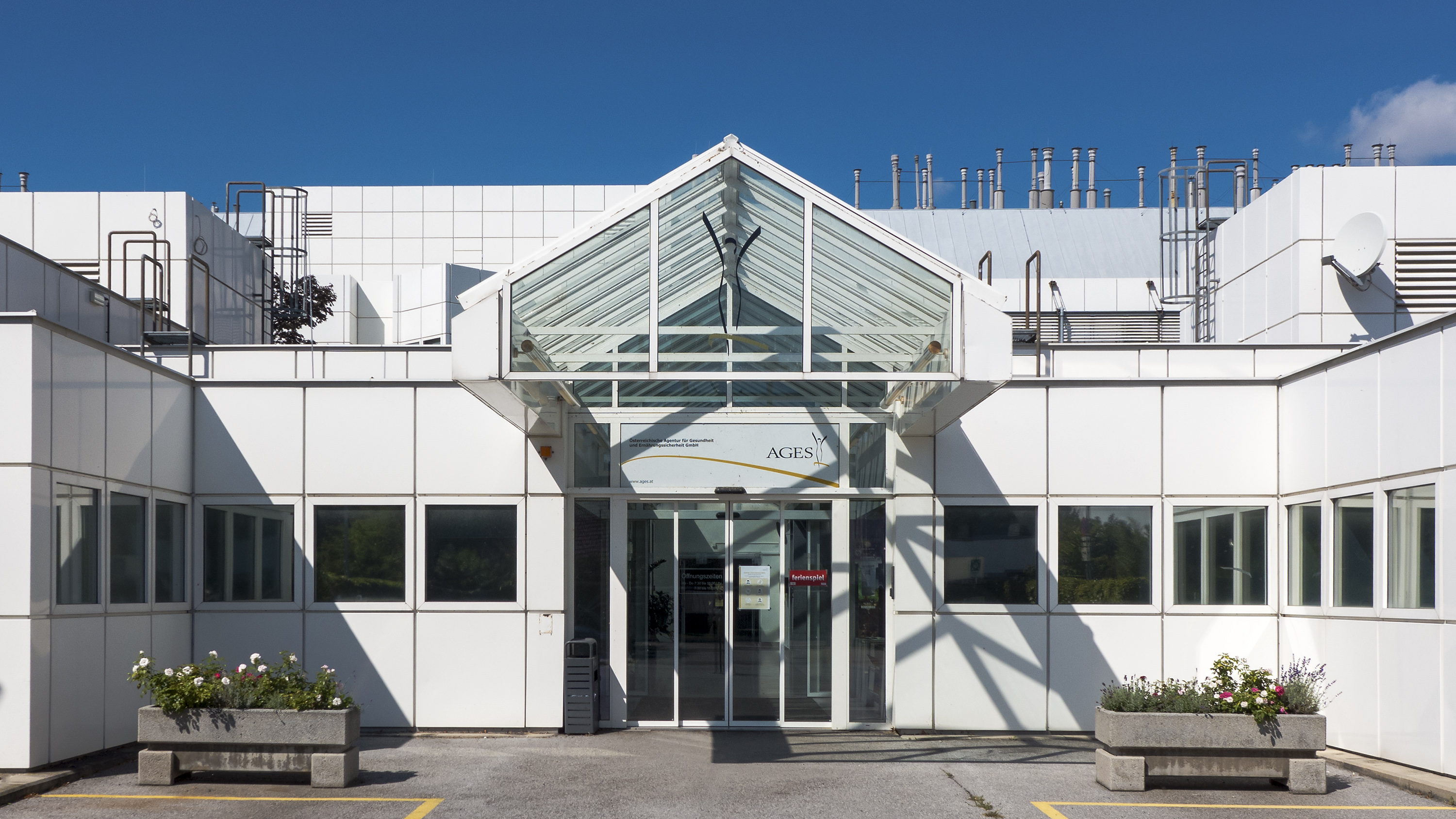
Die AGES in der Spargelfeldstraße

Die Österreichische Agentur für Gesundheit und Ernährungssicherheit GmbH (AGES) ist eine Gesellschaft im Eigentum der Republik Österreich, vertreten durch die Bundesministerin für Arbeit, Soziales, Gesundheit, Pflege und Konsumentenschutz und den Bundesminister für Land- und Forstwirtschaft, Klima- und Umweltschutz, Regionen und Wasserwirtschaft. Die Gesellschaft wurde im Jahr 2002 auf Basis des Gesundheits- und Ernährungssicherheitsgesetzes (BGBl. I Nr. 63/2002) errichtet.
Als One Health-Organisation ist die AGES Ansprechpartner von Behörden, Wirtschaft und der Bevölkerung für Fragen zur Gesundheit von Mensch, Tier, Pflanze, Boden und Umwelt. Sie unterstützt das Risikomanagement der Bundesministerien für Arbeit, Soziales, Gesundheit, Pflege und Konsumentenschutz sowie Land- und Forstwirtschaft, Klima- und Umweltschutz, Regionen und Wasserwirtschaft in Fragen der Öffentlichen Gesundheit, Tiergesundheit, Lebensmittelsicherheit, Arzneimittelsicherheit, Ernährungssicherung und für den Schutz von Verbraucherinnen und Verbrauchern.
Der Sitz der AGES liegt in Wien-Donaustadt, weitere Betriebsstätten befinden sich in Wien, Mödling, Graz, Linz, Salzburg und Innsbruck. Acht landwirtschaftliche Versuchsstationen decken alle wesentlichen Klima- und Bodenverhältnisse der österreichischen Ackerbaugebiete ab.
Die AGES selbst ist keine Behörde. Ihr sind das Bundesamt für Ernährungssicherheit, das Bundesamt für Sicherheit im Gesundheitswesen und das Bundesamt für Verbrauchergesundheit angegliedert, die behördliche Aufgaben in den erwähnten Bereichen ausüben. Ferner ist die AGES auch Trägerin des Büros für veterinärbehördliche Zertifizierung. Des Weiteren ist in der AGES das Büro für Tabakkoordination (Tabak-Büro) als gemeinsame Einrichtung mit dem Gesundheitsministerium eingerichtet.

## Geschäftsfelder
Das Gesundheits- und Ernährungssicherheitsgesetz definiert die Aufgaben der AGES. Diese dienen der Wahrung des Schutzes der Gesundheit von Menschen, Tieren und Pflanzen, der Wahrung der Sicherheit und der Qualität der Ernährung, der Wahrung der Wirksamkeit, Sicherheit und Qualität von Arzneimitteln, Geweben und Medizinprodukten, der Wahrung der Sicherheit und Qualität entlang der Lebensmittelkette sowie der epidemiologischen Überwachung übertragbarer und nicht übertragbarer Krankheiten beim Menschen und der Prävention und Bekämpfung von Tierseuchen.
Die Geschäftsfelder und Fachbereiche der AGES sind:
- Ernährungssicherung
- Lebensmittelsicherheit
- Medizinmarktaufsicht
- Öffentliche Gesundheit
- Strahlenschutz
- Tiergesundheit
- Risikobewertung
- Risikokommunikation
- Wissenstransfer und Forschung

## Angegliederte Einrichtungen

### Bundesamt für Ernährungssicherheit
Das Bundesamt für Ernährungssicherheit ist eine gemäß § 6 Gesundheits- und Ernährungssicherheitsgesetz errichtete Bundesbehörde, der Vollzugsaufgaben im Bereich des Düngemittel-, des Futtermittel-, des Pflanzenschutz-, des Pflanzenschutzmittel-, des Pflanzgut-, des Saatgut-, des Sortenschutz-, des Vermarktungsnormen- und des Chemikaliengesetzes übertragen sind. Der Bundesminister für Land- und Forstwirtschaft, Klima- und Umweltschutz, Regionen und Wasserwirtschaft übt die Aufsicht über das Bundesamt aus und bestellt einen der Geschäftsführer der AGES zum Leiter des Bundesamtes. Für die Wahrnehmung seiner Aufgaben bedient sich das Bundesamt der Ressourcen der AGES.

### Bundesamt für Sicherheit im Gesundheitswesen
Das Bundesamt für Sicherheit im Gesundheitswesen ist eine gemäß § 6a Gesundheits- und Ernährungssicherheitsgesetz errichtete Bundesbehörde, der Vollzugsaufgaben im Bereich des Arzneimittel-, des Arzneiwareneinfuhr-, des Blutsicherheits-, des Medizinprodukte-, des Rezeptpflicht-, des Gewebesicherheits- und des Suchtmittelgesetzes übertragen sind. Die Bundesministerin für Arbeit, Soziales, Gesundheit, Pflege und Konsumentenschutz übt die Aufsicht über das Bundesamt aus. Für die Wahrnehmung seiner Aufgaben bedient sich das Bundesamt der Ressourcen der AGES.

### Bundesamt für Verbrauchergesundheit
Das Bundesamt für Verbrauchergesundheit (BAVG) ist eine gemäß § 6c Gesundheits- und Ernährungssicherheitsgesetz errichtete Bundesbehörde, der Vollzugsaufgaben im Bereich von Import- und Exportkontrollen im lebensmittel- und veterinärrechtlichen Kontext durchführt. Konkret umfasst die Tätigkeit die Einfuhrkontrolle von lebenden Tieren, tierischen und nicht tierischen Lebensmitteln sowie BIO Waren aus Drittländern, die Erteilung von Ausfuhrberechtigungen und der damit zusammenhängender Kontrollen, die Ausstellung amtlicher Bescheinigungen im Sinne von § 6c Abs. 1 GESG sowie die Internetkontrolle von Waren gemäß § 1 Abs. 1 LMSVG die über das Internet oder über andere Fernabsatzkanäle österreichischen Verbraucherinnen und Verbrauchern angeboten werden und die Durchführung von Verwaltungsverfahren gemäß § 14 EU-QuaDG in Bezug auf garantiert traditionelle Spezialitäten sowie geografische Angaben bei Spirituosen, die Zulassung nichtbiologischer Zutaten landwirtschaftlichen Ursprungs für verarbeitete biologische Lebensmittel gemäß gemäß Art. 25 der Verordnung (EU) 2018/848. Darüber hinaus obliegt dem BAVG die Kontrolle nach § 30 TGG 2024von nichtstaatlichen Anstalten und Instituten, die mit ansteckungsfähigen Krankheitserregern meldepflichtiger Tierseuchen arbeiten und anschließende Ausstellung einer Bewilligung, aber auch die Ausstellung von Einfuhrbewilligungen nach § 23 Abs 4 TGG 2024. Das BAVG ist eine nachgeordnete Dienststelle des Bundesministeriums für Arbeit, Soziales, Gesundheit, Pflege und Konsumentenschutz und besteht neben dem Direktor und dessen Stellvertretung im operativen Bereich aus den drei Abteilungen „Einfuhrkontrolle“, „Exportberechtigung“ und „Rechtsdienst“. Für die Wahrnehmung seiner Aufgaben bedient sich das Bundesamt der Ressourcen der AGES.

### Büro für veterinärbehördliche Zertifizierung
Das Büro für veterinärbehördliche Zertifizierung ist eine gemäß § 6b Gesundheits- und Ernährungssicherheitsgesetz errichtete gemeinsame Einrichtung der AGES, des Bundesministeriums für Arbeit, Soziales, Gesundheit, Pflege und Konsumentenschutz und des Bundesministeriums für Land- und Forstwirtschaft, Klima- und Umweltschutz, Regionen und Wasserwirtschaft.

### Büro für Tabakkoordination
Das Büro für Tabakkoordination (Tabak-Büro) wurde gemäß § 6e im Rahmen des Gesundheits- und Ernährungssicherheitsgesetzes (GESG) als gemeinsame Einrichtung des Gesundheitsministeriums sowie der AGES eingerichtet und mit den Aufgaben in Zusammenhang mit der Vollziehung des Tabak- und Nichtraucherschutzgesetzes (TNRSG) betraut. Darunter fallen u. a. die Überwachung, Beprobung, Untersuchung, Analytik, Begutachtung und Risikobewertung der in Verkehr stehenden Tabak- und verwandten Erzeugnissen.